# غيل داينز
غيل داينز (بالإنجليزية: Gail Dines)‏ هي عالمة اجتماع ومؤلفة وكاتِبة أمريكية، ولدت في 29 يوليو 1958 في مانشستر في المملكة المتحدة.

## وصلات خارجية
- الموقع الرسمي
- غيل داينز على موقع IMDb (الإنجليزية)
- غيل داينز على موقع قاعدة بيانات الفيلم (الإنجليزية)